# Тулн на Дунаву
Тулн на Дунаву, или краће Тулн, град је у североисточној Аустрији, западно од Беча. Смештен је у покрајини Доња Аустрија, где је седиште истоименог округа Тулн.

## Природне одлике
Град се налази у североисточном делу Аустрије, на 40 км северозападно од Беча.
Тулн на Дунаву је настао на десној обали Дунава, док се јужно од града пружају завршеци Алпа (Бечка шума), који овде формирају обод Бечке котлине. Надморска висина града је око 180 m. Градска околина је равничарска и позната по ратарству.

## Становништво
| 1981.  | 1991.  | 2001.  | 2011.  |
| ------ | ------ | ------ | ------ |
| 11.269 | 12.038 | 13.591 | 15.169 |

По процени из 2016. у граду је живело 16156 становника. Услед близине Беча, број становника града се последњих деценија знатно повећао.

## Галерија
- Главна римокатоличка црква Светог Стефана
- Градска управа
- Куће у градском језгру
- Обала Дунава